# Młodzieżowe Mistrzostwa Polski Par Klubowych na Żużlu 1997
Młodzieżowe Mistrzostwa Polski Par Klubowych na Żużlu 1997 – zawody żużlowe, mające na celu wyłonienie medalistów młodzieżowych mistrzostw Polski par klubowych w sezonie 1997. Rozegrano trzy turnieje eliminacyjne oraz finał, w którym zwyciężyli żużlowcy Unii Leszno.

## Finał
- Rzeszów, 16 maja 1997
- Sędzia: Jan Banasiak

| Miejsce | Kluby                           | Suma  | Zawodnicy                                             | Punkty                                          |
| ------- | ------------------------------- | ----- | ----------------------------------------------------- | ----------------------------------------------- |
| złoto   | Unia Leszno                     | 24    | Adam Skórnicki Damian Baliński Andrzej Szymański      | 13 (3,3,3,2,w,2) 11 (0,1,1,3,3,3) ns            |
| srebro  | Polonia Philips Piła            | 23    | Rafał Dobrucki Rafał Kowalski Rafał Okoniewski        | 7 (d,2,2,1,1,1) 16 (3,3,3,3,2,2) ns             |
| brąz    | Stal Van Pur Rzeszów            | 20 +3 | Rafał Trojanowski Piotr Winiarz Maciej Pietraszek     | 15 +3 (2,3,1,3,3,3) 5 (1,0,0,2,2,0) ns          |
| 4       | GKM Browary Bydgoskie Grudziądz | 20 +2 | Paweł Staszek Robert Dados Jacek Basiński             | 10 +2 (1,1,2,0,3,3) 10 (2,2,0,2,2,2) ns         |
| 5       | ZKŻ Polmos Zielona Góra         | 19    | Grzegorz Walasek Grzegorz Kłopot Tomasz Tołoczko      | 16 (3,2,3,3,3,2) 3 (0,0,1,1,0,1) ns             |
| 6       | Iskra Ostrów Wlkp.              | 11    | Paweł Łęcki Przemysław Tajchert Tomasz Jędrzejak      | 5 (1,0,2,1,1,–) 5 (2,3,0,0,d,0) 1 (–,–,–,–,–,1) |
| 7       | Start Gniezno                   | 9     | Krzysztof Jabłoński Tomasz Cieślewicz Paweł Duszyński | 5 (1,1,2,0,1,–) 3 (0,2,0,1,–,d) 1 (–,–,–,–,w,1) |